# Клуб дю Фобур
Клуб дю Фобу́р (фр. Club du Faubourg — Клуб Предместья) — популярный в 1920—1930-е гг. парижский культурно-политический дискуссионный клуб лево-либеральной направленности. Создателями перед клубом ставились три задачи: «рассмотрение насущных проблем; свободное выражение всех идей; защита всех свобод» .

## История
«Клуб дю Фобур» был основан в 1918 года социалистом Лео Польдесом, в прошлом журналистом крайне левых изданий «Guerre sociale» («Социальная война»), «Hommes du jour» («Современники») и «Bonnet rouge» («Красный колпак»). Существовал вплоть до 1939 года.
Лео Польдес так формулирует цели и принципы работы «Клуба дю Фобур»:
Клуб дю Фобур — это самая важная трибуна в мире.. Её цели: исследование всех насущных проблем, свободное высказывание всех идей, защита всех свобод.
Клер Лемерсье
Клуб использовался как площадка, где могут выступать люди самых разных политических взглядов. В нём трижды в неделю (по вечерам во вторник, четверг и субботу) проводились свободные дискуссии на самые различные темы, а также кинопоказы, музыкальные вечера, чтения стихов и прозаических произведений.
В 1920-х и 1923-х годах был неоднократным местом проведения обсуждений ситуации в СССР, что освещалось в выходившей в Париже русской эмигрантской печати:
«Клубь дю Фобуръ» удѣляетъ все больше и больше вниманія совѣтской Россіи; Послѣдній диспутъ былъ озаглавленъ «Россія и любовь». О любви, однако, вовсе не говорилось. Собравшиеся на этотъ разъ, исключительно сочувствующіе Совѣтамъ, ораторы все время восхищались большевицкими достиженіями.
Л. Д. Л.
Театръ Гэте — Рошешуаръ на Монмартрѣ. Биткомъ набитъ. (...) Мы въ клубѣ Фобуръ. Темы здѣсь самыя разнообразныя. Сегодня мы будемъ обсуждать допустимость борьбы съ «излишествами» материнства, пользу для устойчивости семьи отъ путешествій мужей и совѣсткую угрозу!...
Н. Чебышевъ
Сегодня, въ 20 час. 30 мин. въ клубѣ «Ле Фобуръ» (залъ Сосьетэ Савантъ — 8, рю Дантонъ) выступаютъ ораторы Національнаго фронта. Главныя темы собранія: «Коммунистическая опасность» и «Франціи не нужно совѣтовъ».
(автор не указан)
После оккупации Франции нацистами в мае 1940, основатель клуба Лео Польдес срочно покинул страну и эмигрировал в Латинскую Америку. Там он стал представителем Сражающейся Франции, работал на французской радиостанции в Уругвае. В июне 1940 года нацисты конфисковали архив «Клуба дю Фобур», находившийся в парижской квартире Польдеса. По окончании войны архив был вывезен в Москву.

## Известные ораторы
- Хо Ши Мин [8]
- Та Тху Тхау [9]